# Henry Neville Hutchinson
Henry Neville Hutchinson (* 1856 in Chester, England; † 1927) war ein britischer anglikanischer Geistlicher und Ende des 19. Jahrhunderts Autor populärwissenschaftlicher Bücher über Paläontologie, Anthropologie, Evolution und Geologie. 
Hutchinson, Sohn eines Geistlichen, ging auf die Rugby School und studierte an der Universität Cambridge (St. John´s College) mit dem Bachelor-Abschluss 1878. Danach war er Lehrer am Clifton College und St. Saviour´s in Bristol, Privatlehrer der Söhne des Earl of Morley und ab 1891 freier Schriftsteller in London. Er war Amateur-Naturforscher und Fotograf. 1902 heiratete er.
Er hielt, obwohl Geistlicher, die Darwinsche Evolutionstheorie mit der Religion für vereinbar, machte dies aber nicht zum Thema seiner Bücher (das Wirken Gottes sah er vielmehr in den grundlegenden Naturgesetzen). Er akzeptierte auch eine Rolle der natürlichen Auslese in der Evolution, verband dies aber auch mit Ideengut des Lamarckismus.
Er war Fellow der Geological Society of London, der Royal Geographical Society und der Zoological Society of London und wurde noch im Gründungsjahr 1912 Mitglied der Paläontologischen Gesellschaft.

## Schriften
- Autobiography of the Earth 1890
- The Story of the Hills. A book about mountains for general readers, 1891, Archive
- Extinct Monsters, Chapman and Hall 1893, Archive
- Creatures of Other Days, 1894
- Prehistoric Man and Beast, London: Smith, Elder and Co., 1896, Archive
- Descriptive Lecture on Pre-historic Man in Britain and Europe 1896
- Marriage Customs in Many Lands 1897, Archive
- Primæval Scenes, 1899
- mit John Walter Gregory, Richard Lydekker: The living races of mankind: a popular illustrated account of the customs, habits, pursuits, feasts and ceremonies of the races of mankind throughout the world, 1900, 1902, Band 2, Archive
- The Living Rulers of Mankind, 1902, Archive